# Atili (llibert)
Atili (en llatí Atilius) va ser un llibert romà que va construir un amfiteatre a Fidenes l'any 27, durant el regnat de Tiberi. A conseqüència de que es va construir d'una manera descuidada i poc sòlida, l'amfiteatre es va ensorrar i van morir unes vint mil persones segons Suetoni i, segons Tàcit, les víctimes van ser més de cinquanta mil contant els ferits. Atili va ser desterrat com a càstig.